# Phineas Taylor Barnum
Phineas Taylor Barnum, také známý jako P. T. Barnum (5. července 1810, Bethel, Connecticut – 7. dubna 1891, Bridgeport), byl americký podnikatel a zakladatel cirkusu „Ringling Bros. and Barnum & Bailey“.

## Život a dílo
Barnum byl spisovatelem, vydavatelem, filantropem a dokonce politikem. Jednoho dne prohlásil: „Jsem showman svým povoláním … a peníze mě nedělají o nic lepším.“
Byl označován jako „Princ humbuků“, neviděl nic špatného na bavičích nebo prodejcích využívajících švindl (neboli humbuk, jak to nazýval) v propagačních materiálech, pokud kupující za své peníze získal odpovídající hodnotu. Nicméně opovrhoval těmi, kteří peníze vydělávali prostřednictvím podvodu a klamali zákazníka, zejména ve své době populární spiritualisté. U soudu svědčil proti známému podvodníkovi a fotografovi duchů Williamu Mumlerovi. Barnum si najal Abrahama Bogarduse, aby si nechal zhotovit fotografii Barnuma s duchem Abrahama Lincolna. Tento snímek byl pak u soudu hlavním důkazem, jak je snadné vyfotografovat ducha, a že Mumler je podvodník.
Barnum odsuzoval (stejně jako později iluzionisté Harry Houdini a James Randi) „komerční triky“, které zneužívala média k podvádění pozůstalých.
Ottův slovník naučný o jeho životě uváděl: „Pocházeje z otce krčmáře byl nejprve obchodním sluhou, pak kolportérem, kramářem, loterním agentem, již v 19. roce se oženil a stal se pak žurnalistou vydávaje »The Herald of Freedom«. Měl proto časté potíže s úřady, a jednou pro jakýsi hanopis pykal i 60 dní ve vězení. Nespokojen s dosavadní svou karriérou šel r. 1834 hledat štěstí do Nového Yorku, ale i zde bylo mu s počátku živořiti při nejnižších zaměstnáních, až r. 1835 získav jakousi starou černošku vydával ji pode jménem Joice Heth za 160letou bývalou kojnou Washingtonovu, i podnikl s ní, jakož i se společností krasojezdců, černých zpěváků a j. cestu po Spojených Obcích. Avšak zvědavost krajanů jeho záhy utuchla, a B. vrátil se r. 1841 velmi zbědován do Nového Yorku. Zde všelijak se protloukal životem: prodával bible, psal do novin, najal si černošskou společnost taneční a pod., r. 1842 však podnikl spekulaci větších rozměrů zakoupiv Scudderovu velkou sbírku kuriosit, kterou pak pode jménem »American Musaeum« vystavováním zajímavých zvláštností, hlavně však záplavou lákavých návěští, insertů a vůbec nejfantastičtější, nikdy nebývalou reklamou tak zvelebil, že se stala nejmilejším zábavním místem Novoyorčanů. B. při tom ve třech letech získal 100.000 dollarů. V tomto museu často těžké zkoušce podroboval důvěřivost obecenstva představuje mu tu japonskou mořskou pannu, tu vlnatého koně, jindy bílou černošku a pod. sensační předměty; ale s největším potkal se úspěchem našed pětileté, ku podivu malé, ale dobře urostlé dítě, které hned ukazoval jako jedenáctiletého trpaslíka Torna Thumba (Palečka). R. 1844 oblekl jej do uniformy generálské a podnikl s ním cestu po Evropě připraviv ji dříve ohromnou reklamou. Vskutku drobounký, čiperný, 70centimetrový »generál«, jenž se velmi podobal Napoleonu I., všude neodolatelně lákal obecenstvo, i na dvorech panovnických byl představován, a B. zbohatl. Nejvýnosnějším podnikem B-ovým byla koncertní výprava po Spoj. Obcích severoamerických, k níž získal slavnou pěvkyni Jenny Lindovou (1850). Nával posluchačstva byl nevídaný, vstupenky vydražovány někdy až na několik set dollarů, a po 9 měsících měla Lindová 200.800, B. přes 535.000 doll. čistého zisku. Z toho vystavěl si v Bridgeportu (Connect.) nádhernou villu »Iranistán«, kde pak maje trvalý svůj byt hleděl si nadále svého novoyorského musea a opatřoval je stále novými lákadly. Kromě toho i do jiných světa dílů vysílal zvěřince, cirky, musea. Indiány produkující se chytáním koní a pod. V té době napsal též svou Autobiography (New-York, 1854), neobyčejně upřímnou. R. 1856 překvapil svět bankrotem, zaviněným prý nešťastnými spekulacemi, ale vyrovnav se brzy se svými věřiteli, zkoušel znova štěstí své a neustal, i když r. 1865 museum novoyorské mu shořelo. Byl také apoštolem střídmosti, přednášel veřejně o humbugu i o umění, kterak zbohatnouti, a vydal o tom i spisy (The Humbugs of the World, 1865; Struggles and Triumphs, 1870; Money-getting, 1883). R. 1868 zatoužil po vavřínech politických a kandidoval jako republikán do kongressu, ale propadl. V novější době zařídil obrovský cirkus, s velikým zvěřincem v ceně 1 mill. doll., jenž nyní (1889) v Londýně působí neodolatelnou přitažlivostí. B. stal se tak typickým představitelem odvážné podnikavosti, jež chvástavou reklamou, drzostí, ale i vtipem, chytráctvím a nevyčerpatelnou vynalézavostí dovede téměř geniálně kořistiti ze zvědavosti a naivnosti lidské, a proto dostalo se mu i názvu »krále humbugu«, po názoru jeho krajanů nikterak nečestného.“

## Galerie

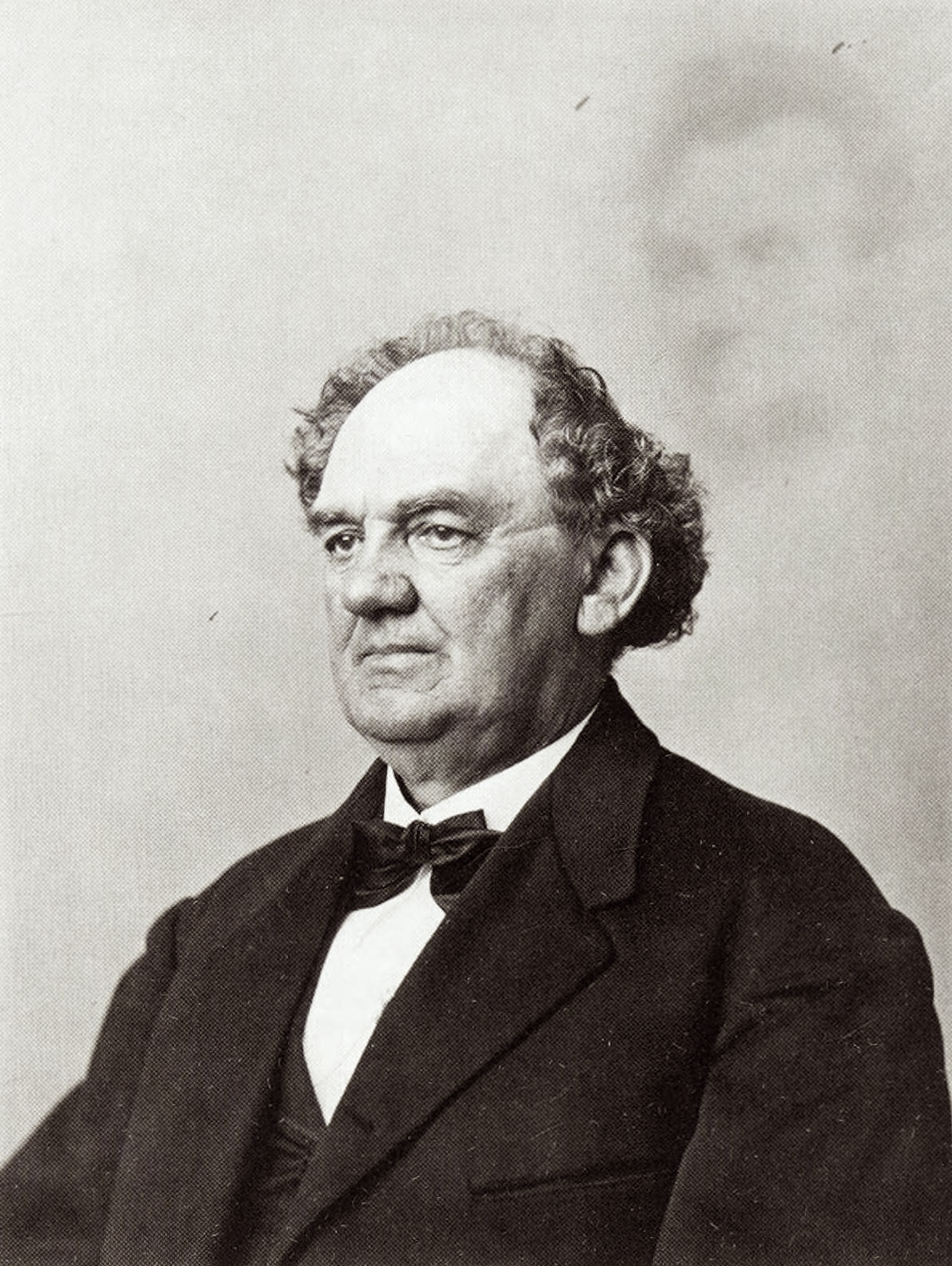
Phineas Taylor Barnum si najal Abrahama Bogarduse, aby si nechal zhotovit u fotografa Williama Mumlera snímek Barnuma s duchem Abrahama Lincolna. Tento snímek byl pak u soudu hlavním důkazem, jak je snadné vyfotografovat ducha, a že Mumler je podvodník.